# Silvia Fuselli

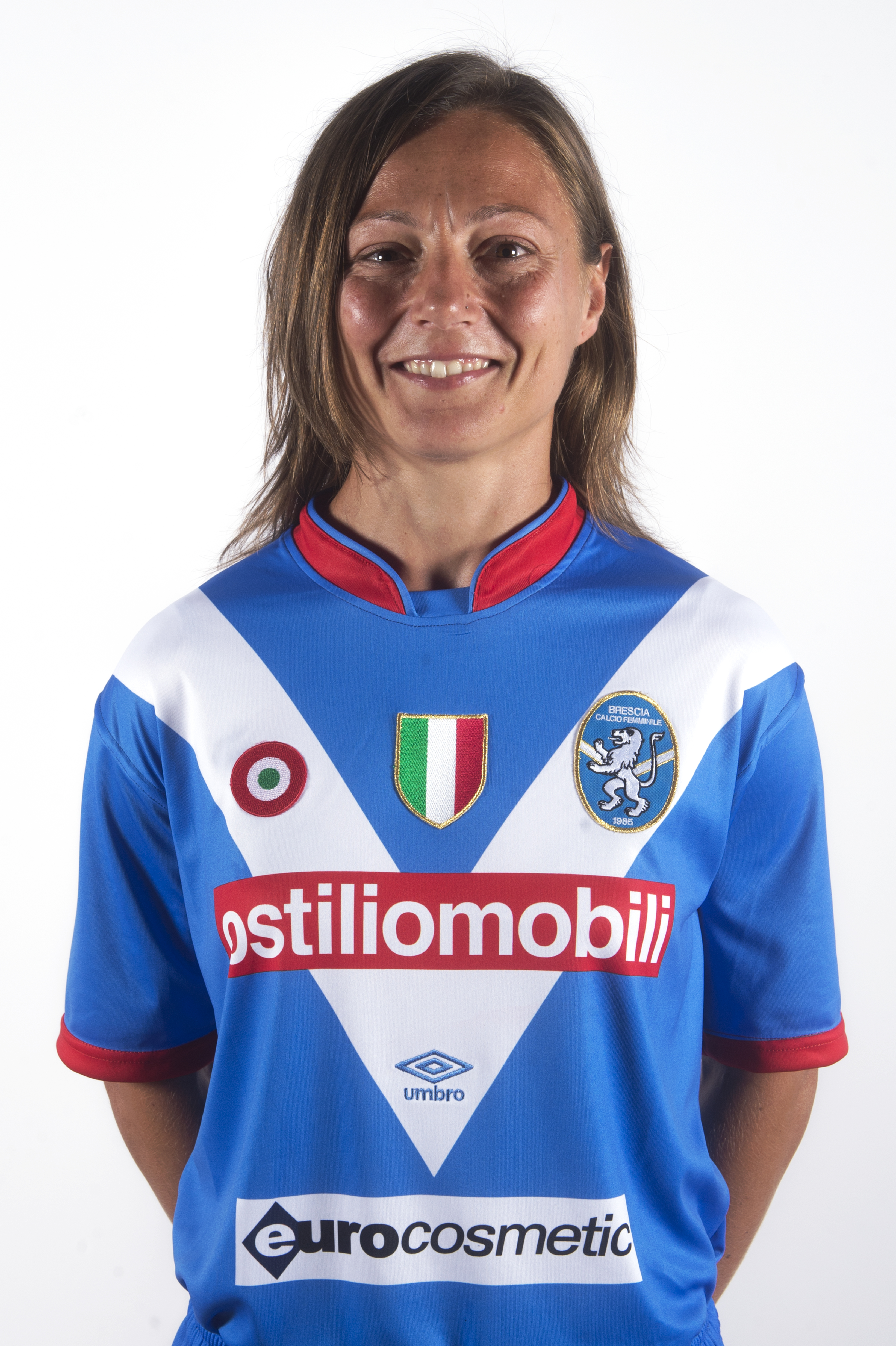
Silva Fuselli
im Trikot von ACF Brescia (2016)

Silvia Fuselli (* 1. Juli 1981 in Cecina (Toskana)) ist eine italienische Fußballspielerin. Die Stürmerin steht beim Verein ASD Torres Calcio unter Vertrag und spielt für die A-Nationalmannschaft.
Ihr erstes Länderspiel bestritt Fuselli am 29. März 2006 im Spiel gegen die Nationalmannschaft Griechenlands. Sie nahm an der Europameisterschaft Europameisterschaft 2009 in Finnland teil.